# Cerkiew Zwiastowania w Petersburgu (prospekt Primorski)
Cerkiew Zwiastowania – prawosławna cerkiew w Petersburgu.
Fundatorem cerkwi był hrabia Aleksiej Biestużew-Riumin, który wzniósł ją na potrzeby należących do niego chłopów. Autor projektu budynku jest nieznany. Obiekt był budowany w latach 1764–1765, zaś w 1770 został powiększono o ołtarz św. Aleksandra Newskiego. W tej części świątyni znalazł się ikonostas przekazany przez hrabiego Biestużewa-Riumina, dotąd znajdujący się w jego prywatnej cerkwi domowej.
W 1803 cerkiew spłonęła po uderzeniu pioruna, uratowano jedynie ikonostas. Budynek odbudowano w latach 1805–1809 w stylu empire. Nowo powstała świątynia miała trzy ołtarze i była zwieńczona niewielką kopułką na obszernym bębnie zdobiony kolumnadą w stylu toskańskim. Część ołtarzowa świątyni znalazła się nie po tradycyjnej stronie wschodniej, lecz od północnego zachodu. W latach 1851–1852 budynek był remontowany, zaś między rokiem 1900 a 1901 zmieniono strukturę jej głównej kopuły, dostawiono zakrystię i dzwonnicę. Tak przekształcony budynek został ponownie poświęcony 25 listopada 1901.
W świątyni przechowywany był złocony krzyż ołtarzowy z relikwiami kilku świętych i cząsteczką Krzyża Pańskiego.
Cerkiew została zlikwidowana w 1937; już wcześniej protoprezbiter Jakow Żurawski, proboszcz parafii, do której należała, przystąpił do ruchu Żywej Cerkwi. Wyposażenie zamkniętej świątyni przejęło państwo. W 1947 dzwonnica świątyni została rozebrana w związku z poszerzaniem sąsiadującej ulicy.
Pierwsze nabożeństwo po latach zamknięcia odbyło się w cerkwi w grudniu 1991, zaś w roku następnym Rosyjski Kościół Prawosławny na stałe odzyskał budynek. Do prac restauracyjnych przystąpiono w nim jednak dopiero w 1998. 5 kwietnia 2003 metropolita petersburski i ładoski Włodzimierz dokonał ponownego poświęcenia obiektu.